# پرنس اوییشن
پرنس اوییشن (به انگلیسی: Prince Aviation) یک شرکت هواپیمایی است که در تاریخ ۱۹۹۰ میلادی تأسیس شده است. دفتر مرکزی پرنس اوییشن در بلگراد، صربستان واقع شده‌است و قطب این شرکت هواپیمایی در فرودگاه بلگراد نیکولا تسلا قرار دارد.